# Xian de Ganquan
Le xian de Ganquan (甘泉县 ; pinyin : Gānquán Xiàn) est un district administratif de la province du Shaanxi en Chine. Il est placé sous la juridiction de la ville-préfecture de Yan'an.

## Démographie
La population du district était de 73 507 habitants en 1999.